# Abrodictyum
Genre
Abrodictyum est un genre de fougères de la famille des Hyménophyllacées.

## Description
Les principales caractéristiques du genre sont :
- les limbes des frondes divisés de 2 à 5 fois
- des racines présentes et robustes
- l'absence de fausses nervures
- l'indusie des sores est tubulaire ou campanulée.

Les espèces du genre comptent 33 paires de chromosomes.
L'espèce-type du genre est Abrodictyum cumingii C.Presl.

## Distribution
Les espèces sont exclusivement tropicales ou équatoriales.

## Historique du genre et taxonomie
Le genre a été créé par Karel Bořivoj Presl en 1843.
Les quelques espèces du genre ont été reclassées dans d'autres genres de la famille des Hyménophyllacées par Konrad Hermann Heinrich Christ.
Conrad Vernon Morton crée une section Abrodictyum du sous-genre Trichomanes subg. Trichomanes en 1968.
Kunio Iwatsuki le classe comme sous-genre du genre Cephalomanes en 1984.
Enfin, Atsushi Ebihara, Jean-Yves Dubuisson, Kunio Iwatsuki, Sabine Hennequin et Motomi Ito reconnaissent à nouveau le genre en 2006 sur la base d'études de phylogénétique moléculaire.

## Liste des espèces
La liste des espèces a été constituée en premier à partir du document de Atsushi Ebihara, Jean-Yves Dubuisson, Kunio Iwatsuki, Sabine Hennequin et Motomi Ito, et a été complétée des indications des index IPNI et Tropicos à la date de juin 2010. Lorsque ces indications n'ont pas été suffisantes, en particulier pour les synonymies, elles ont été recherchées dans les documents et index historiques comme ceux de Conrad Vernon Morton, Christensen (en général retranscrits par l'IPNI) et tout autre document disponible, en particulier sur le site de la librairie numérique sur la biodiversité.
Les 26 espèces du genre sont réparties en deux sous-genres.

### Sous-genreAbrodictyum
Il est caractérisé par une localisation des espèces dans la zone Asie-Pacifique. Le rhizome peut être long et rampant. Par ailleurs, presque toutes ont une réduction du limbe hors nervures à trois cellules ou moins.

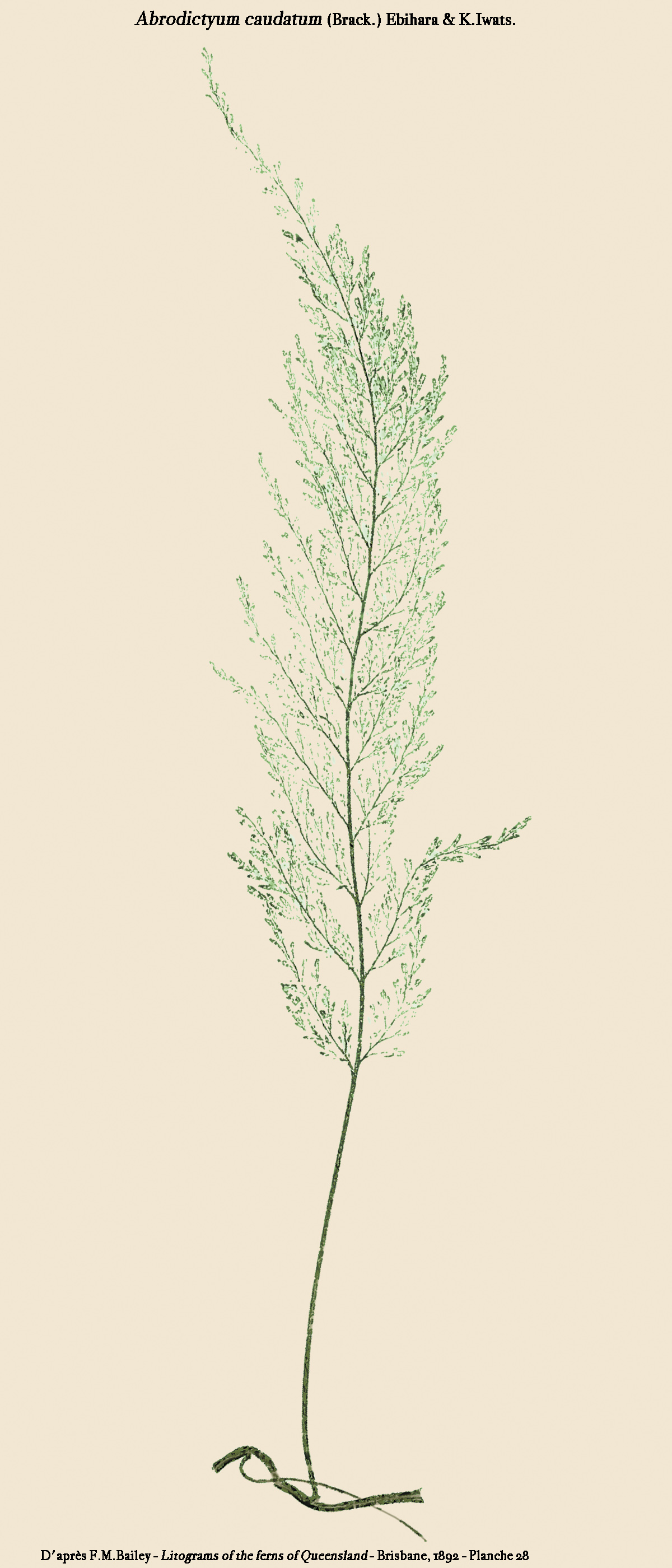
Abrodictyum caudatum (Brack.) Ebihara & K.Iwats.
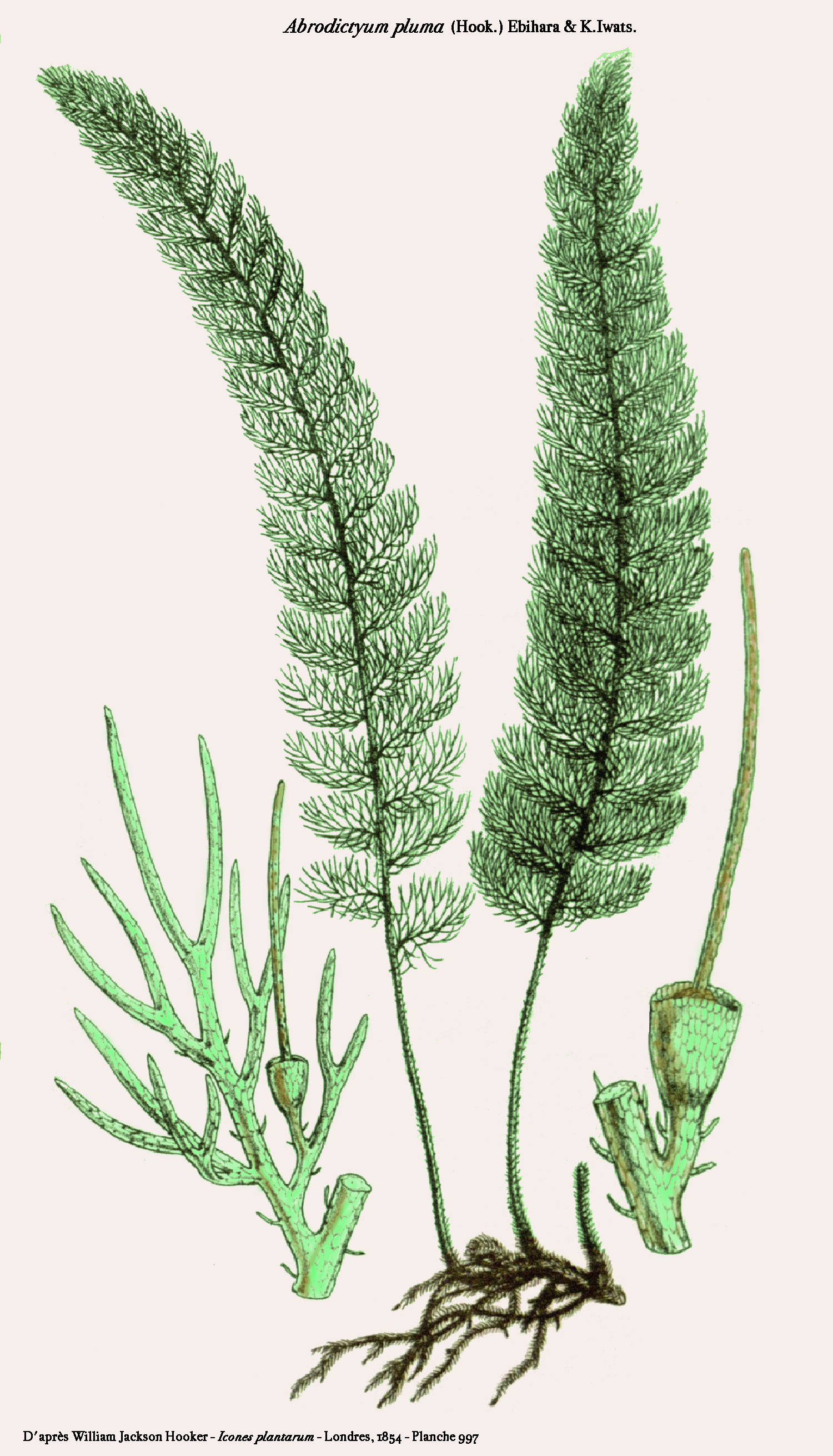
Abrodictyum pluma (Hook.) Ebihara & K.Iwats.
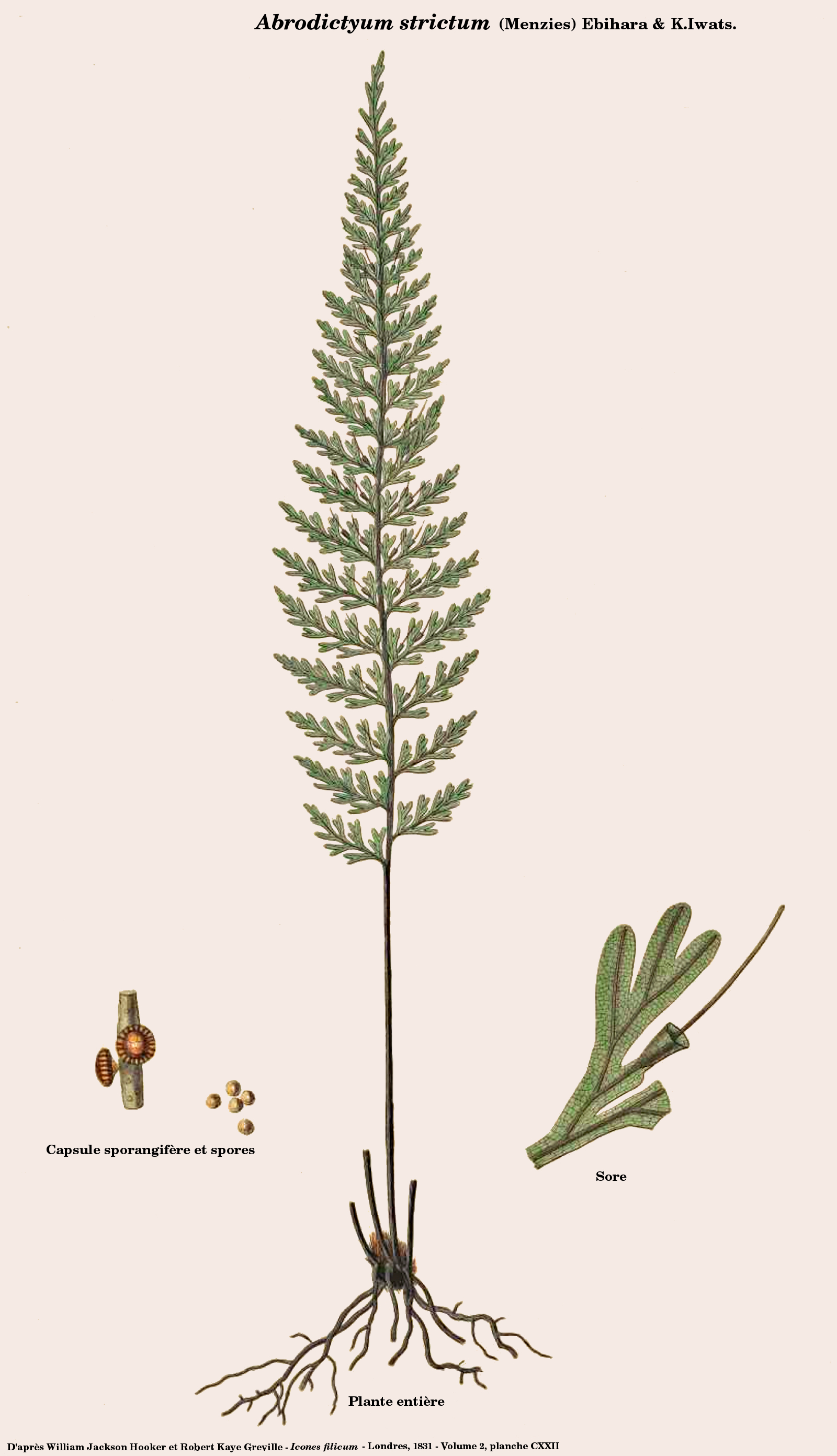
Abrodictyum strictum (Menzie ex Hook. & Grev.) Ebihara & K.Iwats.

- Abrodictyum asae-grayi (Bosch) Ebihara & K.Iwats. (2006) - Fidji, Samoa, Tahiti (Synonyme : Trichomanes asae-grayi Bosch)
- Abrodictyum boninense Tagawa & K.Iwats. (1958) - Îles d'Ogasawara (îles Bonin) (Synonyme : Cephalomanes boninense (Tagawa & K.Iwats) K.Iwats)
- Abrodictyum brassii (Croxall) Ebihara & K.Iwats. (2006) - Australie (Queensland) (Synonymes : Cephalomanes brassii (Croxall) Bostock, Macroglena brassii Croxall)
- Abrodictyum caudatum (Brack.) Ebihara & K.Iwats. (2006) - Australie (Nouvelle-Galles du Sud, Queensland), Polynésie (Tahiti), Nouvelle-Calédonie (Synonymes : Cephalomanes caudatum (Brack.) Bostock, Macroglena caudata (Brack.) Copel., Trichomanes caudatum Brack., Trichomanes milnei Bosch)
- Abrodictyum clathratum (Tagawa) Ebihara & K.Iwats. (2006) - Taïwan (Synonyme : Trichomanes clathratum Tagawa)
- Abrodictyum cumingii C.Presl (1843) - Philippines (Luçon, Moluques) (Synonymes : Cephalomanes cumingii (C.Presl) K.Iwats, Trichomanes cumingii (C.Presl) C.Chr., Trichomanes smithii Hook.)
- Abrodictyum flavofuscum (Bosch) Ebihara & K.Iwats. (2006) - Nouvelle-Calédonie (Synonyme : Trichomanes flavofuscum Bosch)
- Abrodictyum idoneum (C.V.Morton) Ebihara & K.Iwats. (2006) - Malaisie occidentale (Synonyme : Trichomanes idoneum C.V.Morton)
- Abrodictyum pluma (Hook.) Ebihara & K.Iwats. (2006) - Perak (Malaisie), Bornéo, Samoa, Nouvelle-Calédonie (Synonymes : Trichomanes elatum Bosch, Trichomanes pluma Hook.)
- Abrodictyum schlechteri (Brause) Ebihara & K.Iwats. (2006) - Nouvelle-Guinée (Synonyme : Trichomanes schlechteri Brause)
- Abrodictyum strictum (Menzies ex Hook. & Grev.) Ebihara & K.Iwats. (2006) - Nouvelle-Zélande (Synonymes : Trichomanes leptophyllum A.Cunn., Trichomanes strictum Menzies ex Hook. & Grev.)

### Sous-genrePachychaetum
Le rhizome des espèces de ce sous-genre est relativement épais, à peine rampant, couvert de poils sombres, avec des racines robustes et nombreuses. La paroi des cellules internes au limbe est épaisse et grossièrement percée.
La distribution de ce sous-genre est pan-tropicale.

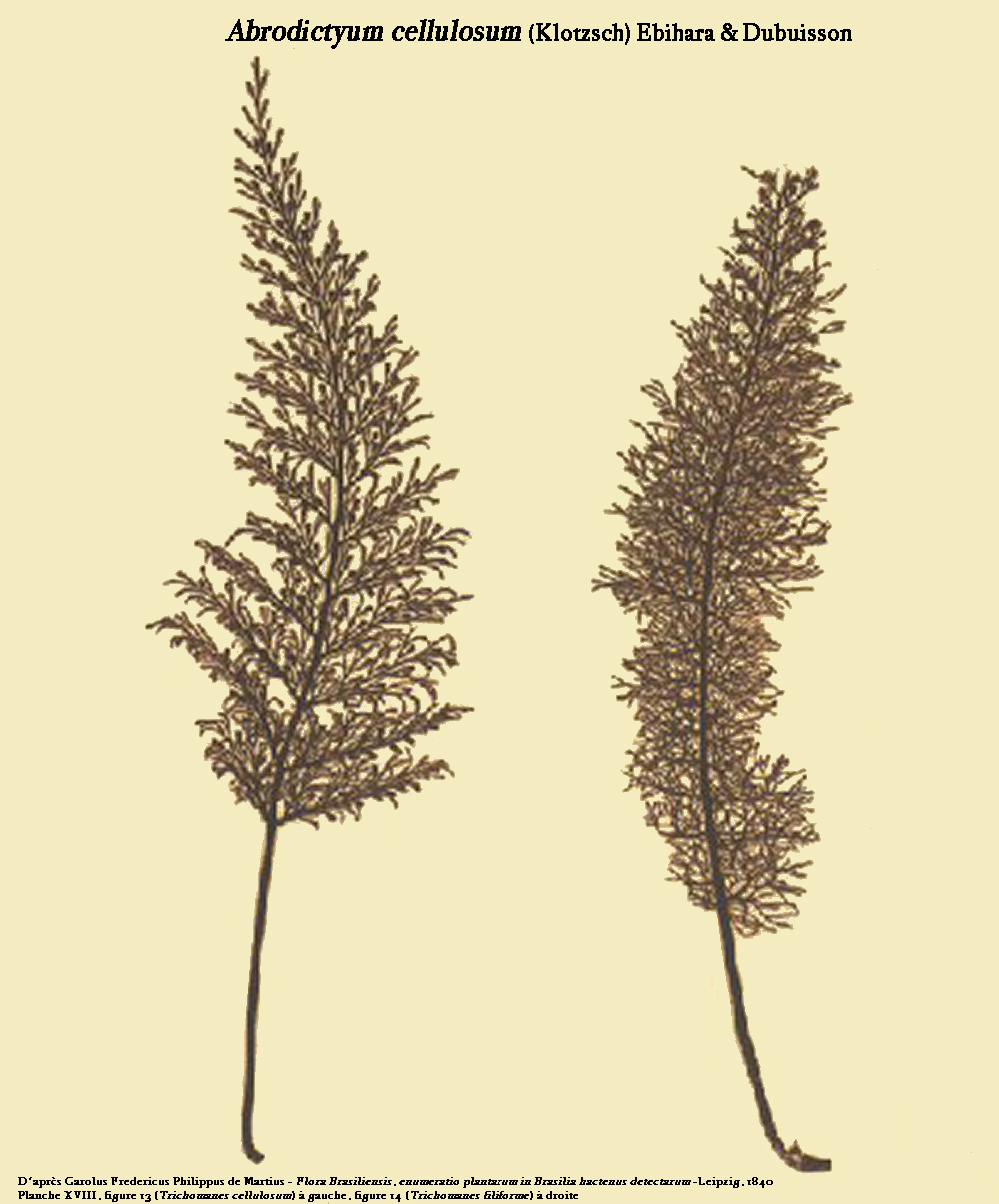
Abrodictyum cellulosum (Klotzsch) Ebihara & Dubuisson
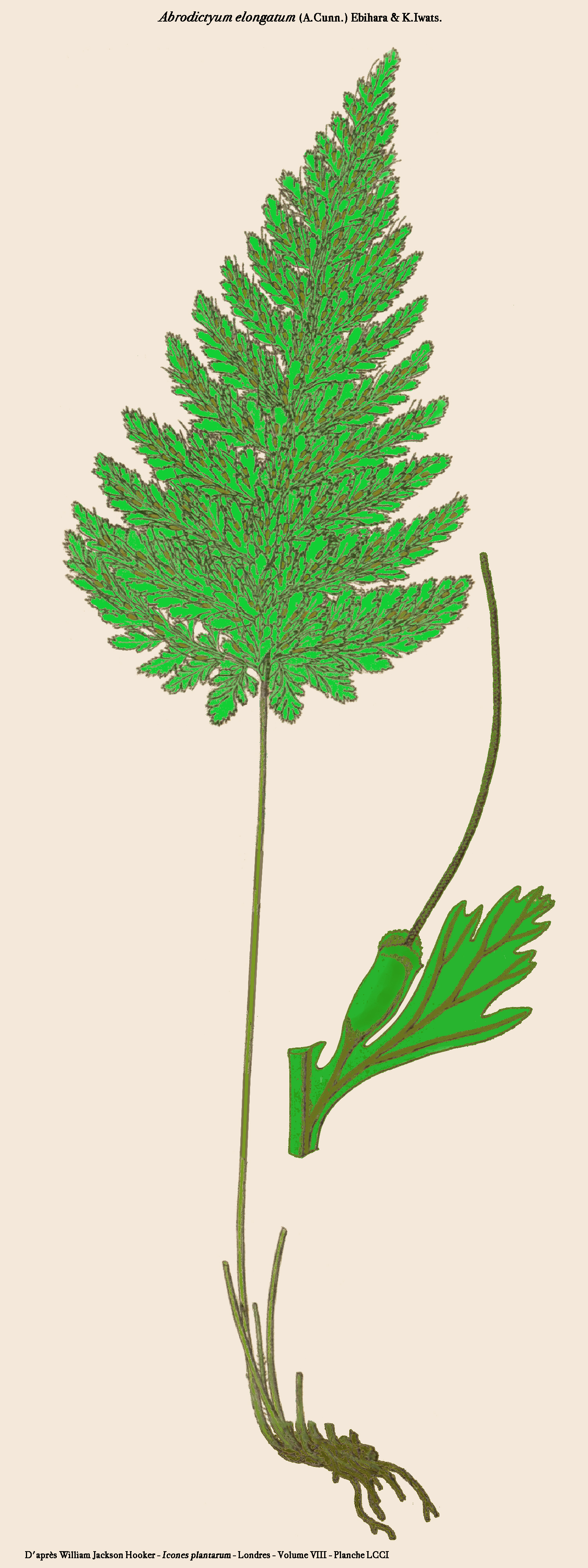
Abrodictyum elongatum (A.Cunn.) Ebihara & K.Iwats.
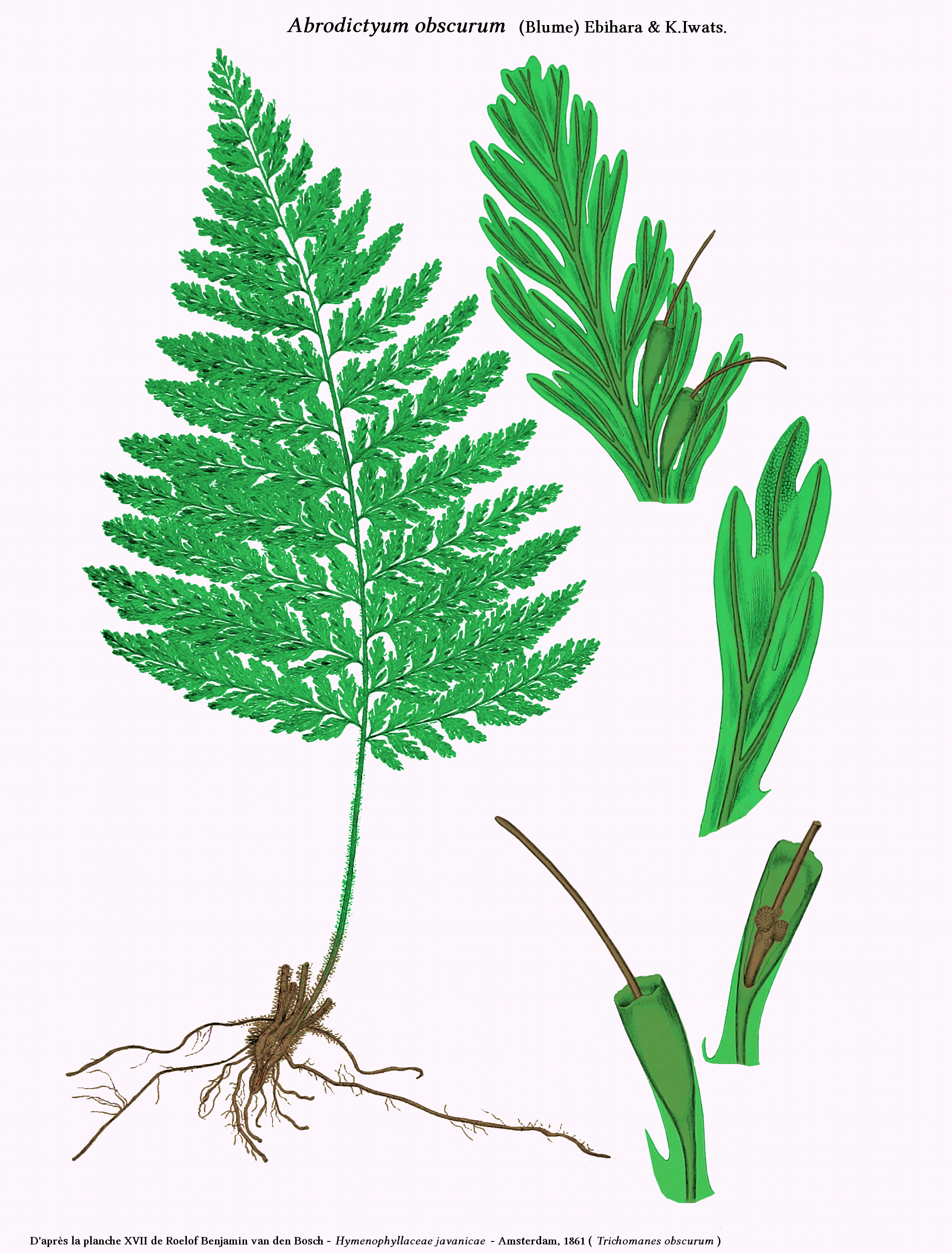
Abrodictyum obscurum (Blume) Ebihara & K.Iwats.
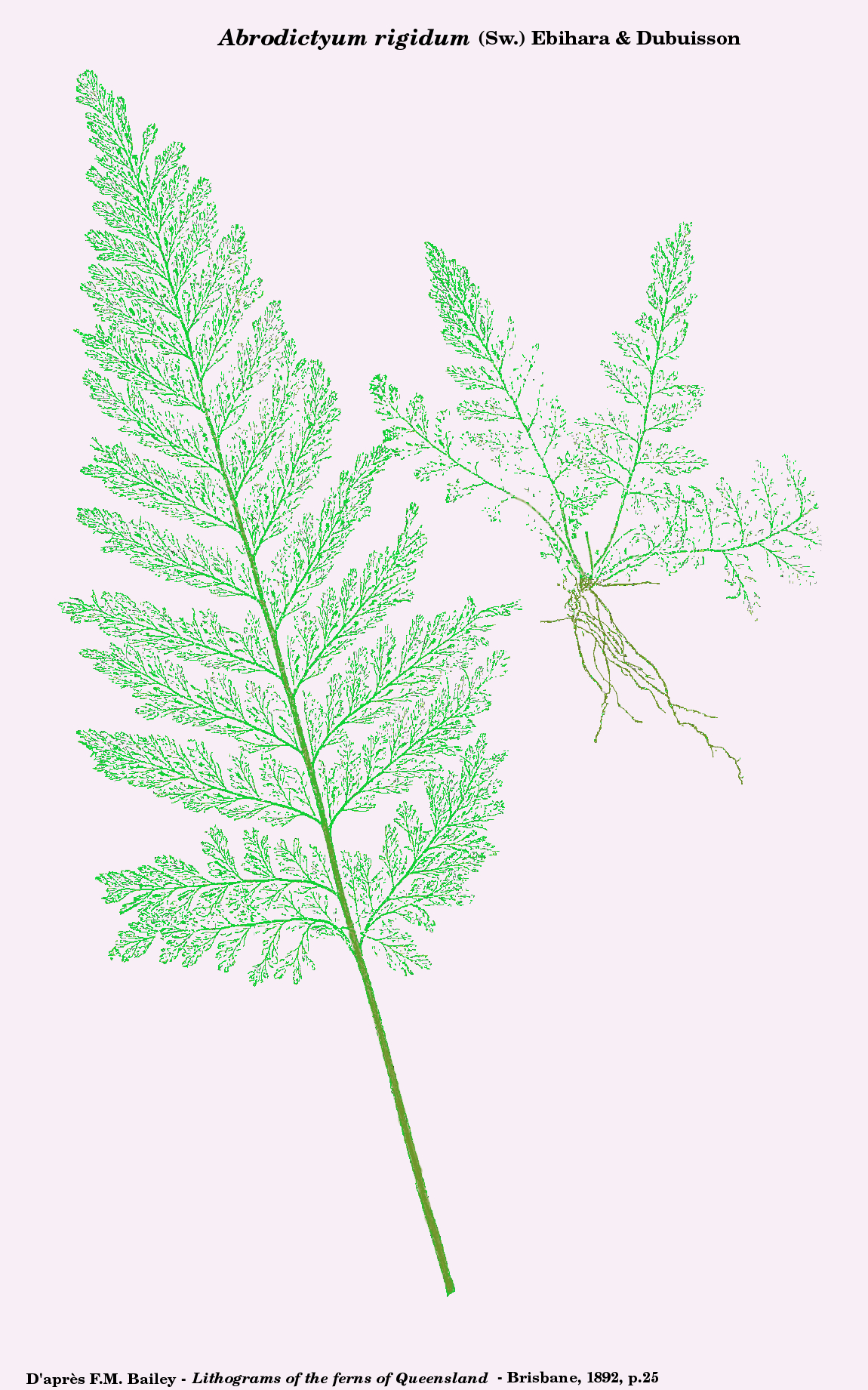
Abrodictym rigidum (Sw.) Ebihara & Dubuisson
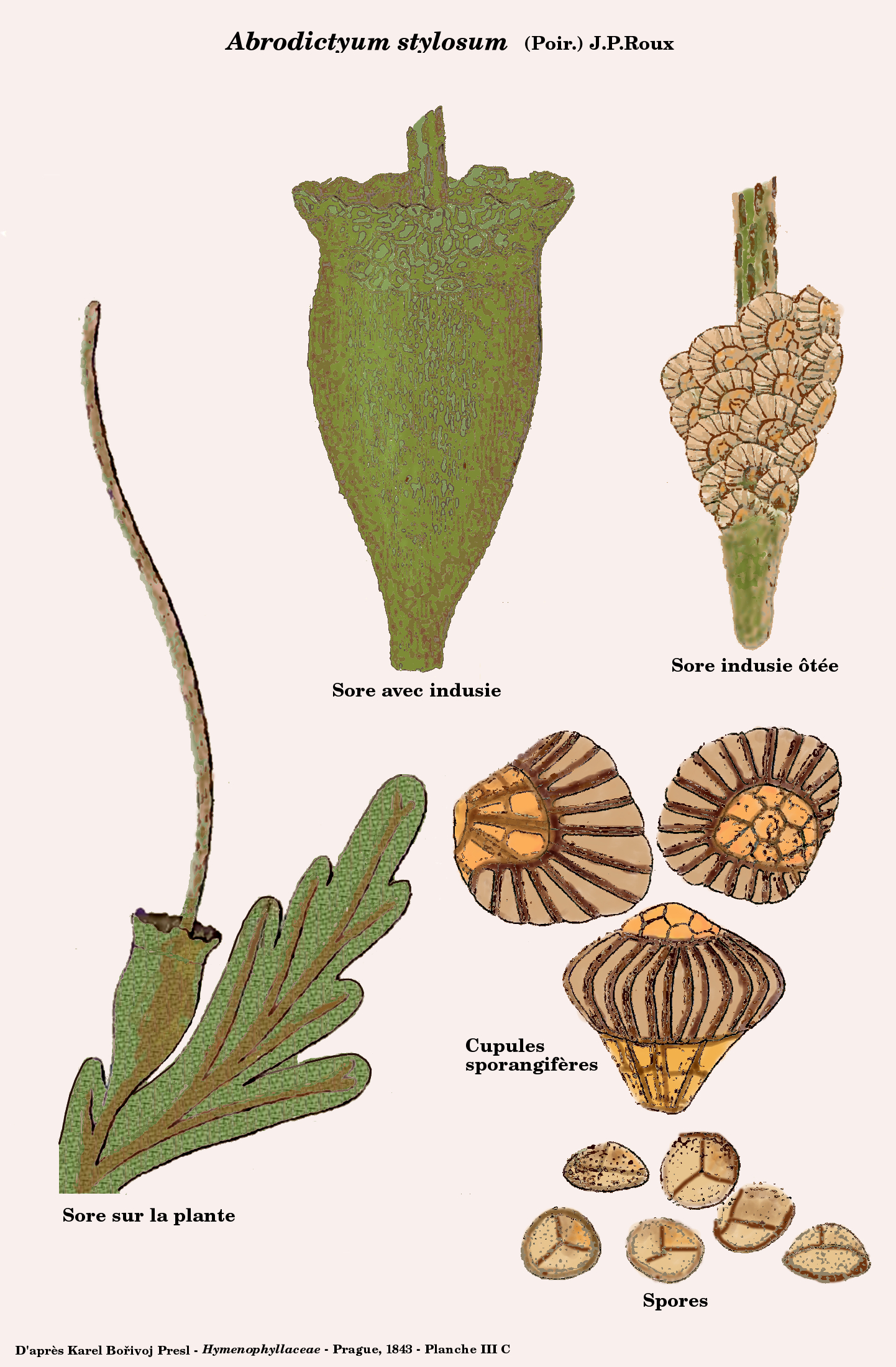
Abrodictyum stylosum (Poir.) J.P.Roux

- Abrodictyum angustimarginatum (Bonap.) J.P.Roux (2009) - Madagascar (Synonyme : Trichomanes angustimarginatum Bonap.)
- Abrodictyum cellulosum (Klotzsch) Ebihara & Dubuisson (2006) - Amérique du sud tropicale (Synonymes : Cephalomanes gemmatum (J.Sm.) K.Iwats., Selenodesmium cellulosum (Klotzsch) Á.Löve & D.Löve, Trichomanes cellulosum Klotzsch, Trichomanes filiforme J.W.Sturm, Trichomanes gemmatum J.Sm.)
- Abrodictyum cupressoides (Desv.) Ebihara & Dubuisson (2006) - Comores, Madagascar, Mascareignes, Séchelles, Queensland. (Synonyme : Trichomanes cupressoides Desv.)
- Abrodictyum dentatum (Bosch) Ebihara & K.Iwats. (2006) - Polynésie (Synonymes : Trichomanes cartilagineum Vieill. & Pancher, Trichomanes dentatum Bosch, Trichomanes platyderon E.Fourn., Trichomanes seemannii Carrière)
- Abrodictyum elongatum (A.Cunn.) Ebihara & K.Iwats. (2006) - Nouvelle-Zélande, Nouvelle-Calédonie, Fidji (Synonyme : Trichomanes elongatum A.Cunn.)
- Abrodictyum franceae Bauret & Dubuisson (2016) - Madagascar, Comores
- Abrodictyum guineense (Afzel. ex Sw.) J.P.Roux (2009) - Afrique occidentale tropicale (Synonymes :  Trichomanes batrachoglossum Copel., Trichomanes guineense Afzel. ex Sw., Trichomanes hartii Baker, Trichomanes latisectum Christ)
- Abrodictyum kalimantanense (K.Iwats. & M.Kato) Ebihara & K.Iwats. (2006) - Bornéo (Kalimantan) (Synonyme : Macroglena kalimantanennsis K.Iwats. & M.Kato)
- Abrodictyum laetum (Bosch) Ebihara & K.Iwats. (2006) - Nouvelle-Calédonie, Vanuatu (Synonymes : Trichomanes laetum Bosch, Trichomanes luerssenii F.Muell.)
- Abrodictyum meifolium (Bory ex Willd.) Ebihara & K.Iwats. (2006) - Madagascar, La Réunion, Malaisie, Polynésie (Synonymes : Trichomanes ericoides Hedw. ex Hook., Trichomanes furcatum Kaulf., Trichomanes longisetum Bory ex Willd., Trichomanes meifolium Bory ex Willd.)
- Abrodictyum obscurum (Blume) Ebihara & K.Iwats. (2006) - Nouvelle-Guinée, Bornéo (Synonymes : Cephalomanes obscurum (Blume) K.Iwats., Selenodesmium obscurum (Blume) Copel., Trichomanes englerianum Brause, Trichomanes latipinnum Copel., Trichomanes obscurum Blume, Trichomanes papillatum Müll.Berol., Trichomanes racemulosum Bosch)
  - Abrodictyum obscurum var. siamense (Christ) K.Iwats. (2006) - Koh Chang (Thaïlande), Guangxi (Chine) (Synonymes : Trichomanes siamense Christ, Trichomanes tereticaulum Ching)
- Abrodictyum pachyphlebium (C.Chr.) Barret & Dubuisson (2015) - Madagascar, Seychelles (Synonyme : Trychomanes pachyphlebium C.Chr.)
- Abrodictyum pseudorigidum Bauret & Dubuisson (2016) - Madagascar, Comores
- Abrodictyum rigidum (Sw.) Ebihara & Dubuisson (2006) - Inde, Afrique australe et tropicale, Amérique tropicale, Caraïbe (Synonymes : Trichomanes bifidum Vent. ex Willd., Trichomanes compressum Desv., Trichomanes daucoides C.Presl, Trichomanes dregei Bosch, Trichomanes firmulum C.Presl, Trichomanes krugii Christ, Trichomanes mandioccanum Raddi, Trichomanes marginatum Mett., Trichomanes rigidum Sw., Selenodesmium mandioccanum (Raddi) Copel.)
- Abrodictyum setaceum (Bosch) Ebihara & K.Iwats. (2006) - Malaisie, Bornéo, Philippines (Synonymes : Trichomanes merrillii Copel., Trichomanes setaceum Bosch, Trichomanes setigerum Backh.)
- Abrodictyum sprucei (Baker) Ebihara & Dubuisson (2006) - Colombie, nord du Brésil, Surinam, Guyana (Synonymes : Trichomanes sprucei Baker, Trichomanes subdeltoideum C.Chr., Trichomanes windischianum Lellinger)
- Abrodictyum stylosum (Poir.) J.P.Roux (2009) - Madagascar, Mascareignes (Synonymes :  Selenodesmium stylosum (Poir.) Copel., Trichomanes achilleaefolium Bory ex Willd., Trichomanes alchemillifolium Telfair ex Wall., Trichomanes stylosum Poir., Trichomanes thuioides Desv.)
- Abrodictyum tamarisciforme (Jacq.) Ebihara & Dubuisson (2006) - Madagascar, Mascareignes (Synonymes : Trichomanes tamarisciforme Jacq., Trichomanes pappei Kunze)